# Лиежки университет
Лиежкият университет (на френски: Université de Liège) е университет в град Лиеж, Белгия. Основан е през 1817 година от Вилем I, крал на Обединеното кралство Нидерландия, и е най-старият университет във Валония.

## Галерия
- Ректорат на Лиежкия университет
- Институт по анатомия
- Институт по ботаника
- Институт по химия
- Институт по физиология
- Институт по зоология
- Институт по математика
- Институт по агробиотехнологии
- Обсерватория на Лиежкия университет

## Известни личности
Преподаватели
- Емил дьо Лавеле (1822-1892), политикономист
- Анри Пирен (1862-1935), историк

Студенти
- Франсоа Бовес (1890-1944), политик
- Морис Гревис (1895-1980), езиковед
- Жан-Мари Клинкенберг (р. 1944), езиковед и семиотик
- Албер Клод (1899-1983), биохимик
- Дидие Рендерс (р. 1958), политик
- Анри Пирен (1862-1935), историк
- Димитър Ризов (1862-1918), български революционер и дипломат
- Шарл Рожие (1800-1885), революционер и политик
- Харун Тазиев (1914-1998), вулканолог
- Камий Юйсманс (1871-1968), политик